# Ruta 236 (Costa Rica)
La Ruta 236, oficialmente Ruta Nacional Secundaria 236, es una ruta nacional de Costa Rica ubicada en la provincia de Cartago.

## Descripción
En la provincia de Cartago, la ruta atraviesa el cantón de Cartago (los distritos de San Nicolás, Guadalupe), el cantón de El Guarco (el distrito de El Tejar).